# 貝茨湖
52°28′N 12°34′E / 52.47°N 12.57°E

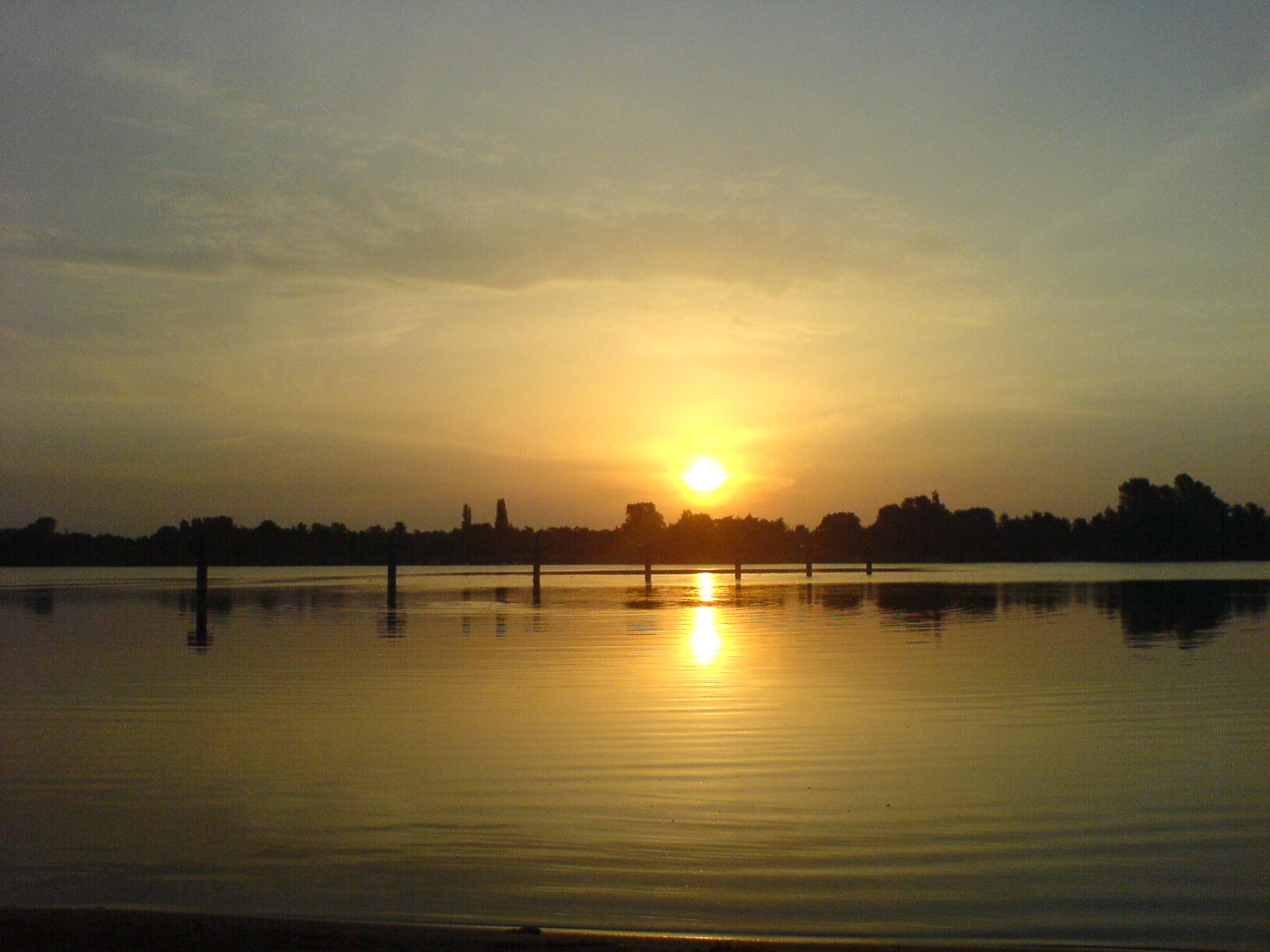

貝茨湖（德語：Beetzsee），是德國的湖泊，位於該國東北部，由勃蘭登堡州負責管轄，處於哈弗爾河畔勃蘭登堡以北，長22公里，面積1.8平方公里，平均水深3米，最大水深9米。